# خايمي لوزانو
خايمي أرتورو لوزانو إيسبين (بالإسبانية: Jaime Lozano) (مواليد 29 سبتمبر 1979 في مكسيكو) لاعب كرة قدم مكسيكي دولي يجيد اللعب في خط الوسط . يلعب حاليا لصالح نادي موناركاس موريليا المكسيكي من سنة 2010 .

## مسيرته الكروية
لعب خايمي لوزانو خلال مسيرته الاحترافية مع 5 أندية في ستة عشر موسمًا وسجل خلالها 55 هدفًا ضمن 355 مباراة. ولم يفز بأي موسم بالكأس وفاز في موسمين بالدوري.
خاض خايمي لوزانو مسيرته مع نادي أونيفرسيداد ناسيونال في موسم 1998–99 في المرة الأولى ولمدة موسمين ثم في موسم 2002–03 ليلعب معه أربعة مواسم ثم في موسم 2012–13 لمدة موسم واحد، مشاركًا طوالها في 134 مباراة سجل خلالها 22 هدفًا. ثم انتقل إلى Atlético Celaya ‏ في موسم 2001–02 لمدة موسم واحد، حيث شارك في 24 مباراة سجل خلالها هدفًا واحدًا. لينتقل بعدها إلى نادي تايجرز أونال في موسم 2005–06 واستمر معه طيلة ثلاثة مواسم، مشاركًا في 65 مباراة سجل خلالها 11 هدفًا. ثم انتقل إلى نادي كروز آزول في موسم 2007–08 واستمر معه طيلة ثلاثة مواسم، مشاركًا في 73 مباراة سجل خلالها 12 هدفًا. هذا وانتقل لاحقًا إلى نادي موريليا الرياضي في موسم 2010–11 ولمدة موسمين، مشاركًا في 59 مباراة سجل خلالها 9 أهداف.

## روابط خارجية
- خايمي لوزانو على موقع الاتحاد الدولي (مؤرشف)  (الإنجليزية)
- خايمي لوزانو على موقع قاعدة بيانات كرة القدم.إي يو (الإنجليزية)
- خايمي لوزانو على موقع ناشيونال فوتبول تيمز (الإنجليزية)
- خايمي لوزانو على موقع Soccerway.com (الإنجليزية)
- خايمي لوزانو على موقع أوليمبيديا (الإنجليزية)